# 渡島トンネル
渡島トンネル（おしまトンネル）は、現在着工中の北海道新幹線の新函館北斗駅 - 新八雲駅（仮称）間において建設中の全長32,675mの鉄道トンネルである。
2031年春に予定されている北海道新幹線の新函館北斗駅 - 札幌駅間の開業時には、東北新幹線の八甲田トンネル（26,455m）を約6.2km上回り、普通鉄道の陸上トンネルとしては国内最長となる予定である。工事は7つの工区に分けられ、2024年度の完成を目指す。
当初この区間は、新函館北斗駅から国道227号と交差する地上部を挟んで村山トンネル（5,265m）と渡島トンネル（26,470m）の2本のトンネルが建設される予定であったが、後の地形・地質の調査により、中間の地上区間（との交差部）において「治山の必要性が高く、大規模な斜面対策を要する」ことに伴い線路勾配を変更の上で一体化する計画に変更された。